# تيتسويا توتسوكا
تيتسويا توتسوكا (باليابانية: 戸塚 哲也) (24 أبريل 1961 في طوكيو في اليابان – )؛ هو لاعب كرة قدم ياباني سابق كان يلعب كلاعب وسط. سبق له أن لعب مع منتخب اليابان.

## وصلات خارجية
- تيتسويا توتسوكا على موقع رابطة كرة القدم اليابانية للمحترفين (اليابانية)
- تيتسويا توتسوكا على موقع قاعدة بيانات كرة القدم.إي يو (الإنجليزية)
- تيتسويا توتسوكا على موقع ناشيونال فوتبول تيمز (الإنجليزية)
- تيتسويا توتسوكا على موقع عالم كرة القدم.نت (الإنجليزية)

- National Football Teams
- Japan National Football Team Database